# Браун, Фрэнсис (фотограф)
Фрэнсис Мэри Хэгарти Браун (англ. Francis Mary Hegarty Browne; 3 января 1880 — 7 июля 1960) — ирландский священник-иезуит и фотограф. Самыми известными его работами являются фотографии пассажиров и команды «Титаника», сделанные за несколько дней до крушения.

## Биография
Фрэнсис Браун родился в 1880 году в Корке, Ирландия, в семье Джеймса Брауна и Бриджит Хэгарти. Его мать, дочь мэра Корка, умерла от родильной горячки спустя восемь дней после рождения Фрэнсиса. После гибели отца в 1889 году опекуном юного Брауна становится его дядя Роберт Браун, епископ Клойна. С 1891 по 1892 год Браун обучался в дублинском колледже Бельведер, с 1892 по 1893 год в колледже Христианского братства. В 1893 году он поступает в колледж Кастлкнок, который заканчивает в 1897 году. В том же году, перед турне по Европе, дядя покупает Фрэнсису его первую фотокамеру. За свою жизнь он сделал более 42 000 снимков.
После своего возвращения в Ирландию Браун присоединяется к иезуитам и два года проводит послушником в колледже Святого Станислава. Далее Фрэнсис Браун поступает в Королевский университет в Дублине, где его однокурсником был будущий ирландский поэт Джеймс Джойс. С 1911 по 1916 год он изучает теологию в Миллтаунском институте в Дублине.

### На борту «Титаника»

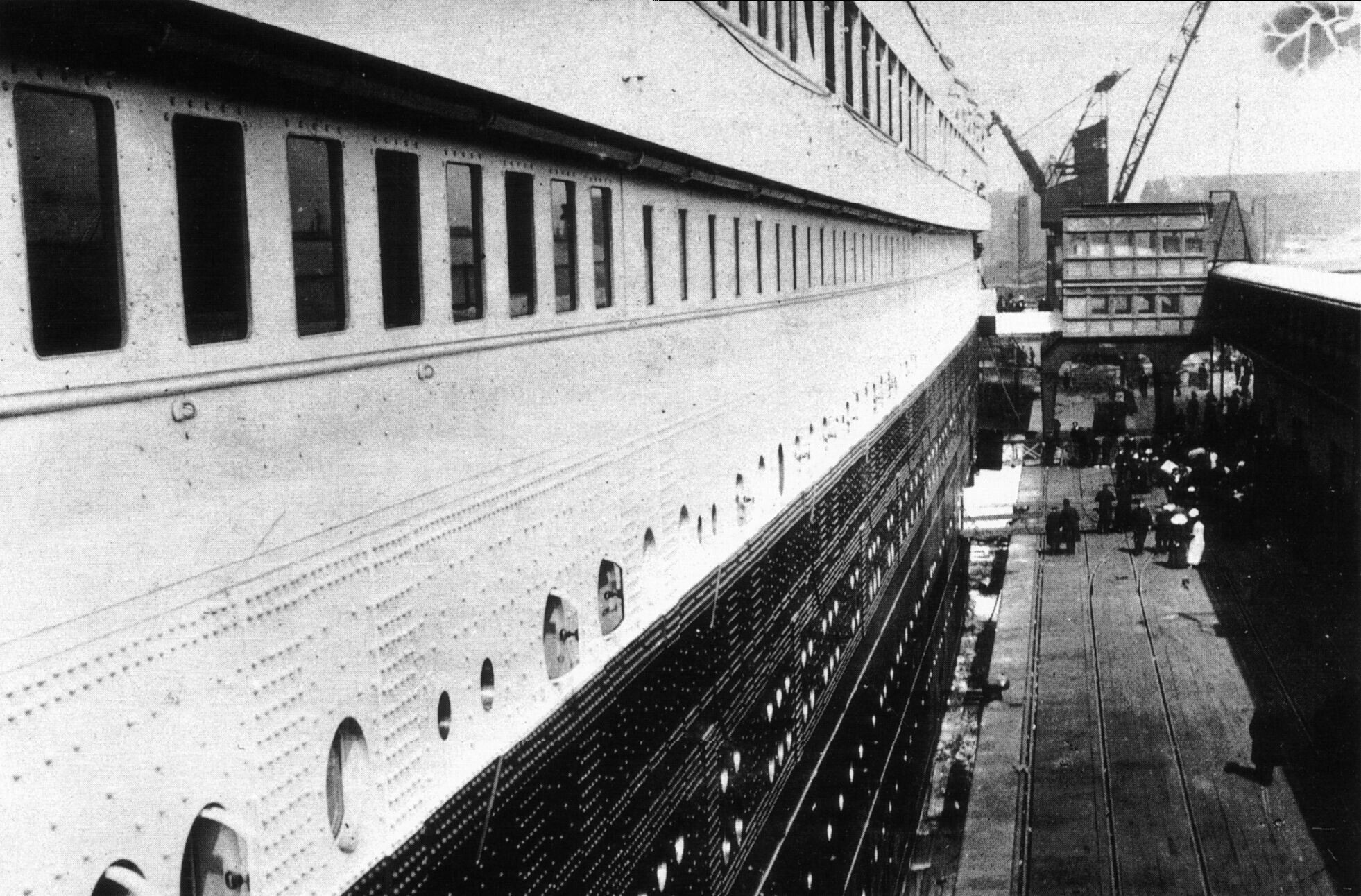
Фотография правого борта «Титаника», сделанная Фрэнсисом Брауном во время стоянки судна в Саутгемптоне

В апреле 1912 года Браун в качестве подарка получил от дяди билет на первый рейс лайнера «Титаник». На борт Браун сел 10 апреля 1912 года в Саутгемптоне. Он занимал каюту A37 возле прогулочной палубы. В последующие два дня Фрэнсис Браун сделал около десятка фотографий интерьеров лайнера, среди которых гимнастический зал, радиорубка, ресторан для пассажиров 1 класса, шлюпки, а также запечатлел прогулочные палубы с гуляющими по ним людям. Кроме всего прочего ему принадлежат последние известные изображения многих членов команды и пассажиров, в том числе капитана Эдварда Смита, инженера Уильяма Парра, майора Арчибальда Батта и пассажиров третьего класса, чьи имена неизвестны.
Во время своего путешествия Браун познакомился с супружеской парой, сидевшими с ним за одним столом в ресторане первого класса. В обмен на его компанию они предложили оплатить ему дальнейшее плавание до Нью-Йорка. Браун телеграфировал в Дублин с просьбой разрешить продолжить плавание, но получил отказ. Во время стоянки судна в Куинстауне он сошёл на берег и вернулся в Дублин, где продолжил своё богословское образование. Когда Браун узнал о гибели лайнера, часть своих фотографий он предоставил различным газетам и журналам. У себя Браун сохранил негативы.
Позже Фрэнсис Браун опубликовал «Альбом о „Титанике“ отца Фрэнсиса Брауна», содержащий фотографии, сделанные им во время недолгого плавания на корабле.

### Дальнейшая жизнь
31 июля 1915 года Фрэнсис Браун был рукоположен в священники Римско-католической церкви. В 1916 году 36-летний Браун был послан в Европу для вступления в Ирландскую гвардию в качестве капеллана. Его служба продлилась четыре года, в течение которых Браун участвовал в битве на Сомме и различных кампаниях во Фландрии. За время войны Браун был ранен пять раз. За проявленную доблесть в бою он был награждён Военным крестом. Во время своей службы Браун не прекращал фотографировать, а копии снимков он отсылал сослуживцам.
После окончания войны Браун вернулся в Ирландию. В 1922 году его назначили настоятелем церкви Гардинер-стрит в Дублине. В 1924 году Фрэнсис Браун по состоянию здоровья отправился в путешествие по Австралии.
Фрэнсис Браун умер в 1960 году в Дублине, был похоронен на кладбище Гласневин. Его негативы 25 лет пролежали забытыми в сундуке в архивах церкви и были обнаружены лишь в 1986 году.